# Wassili Eduardowitsch Petrenko

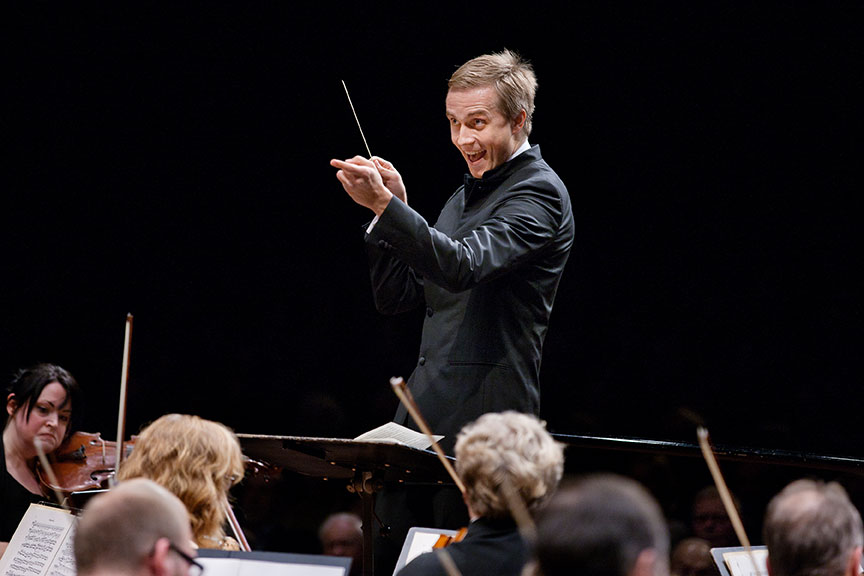
Wassili Petrenko 2013

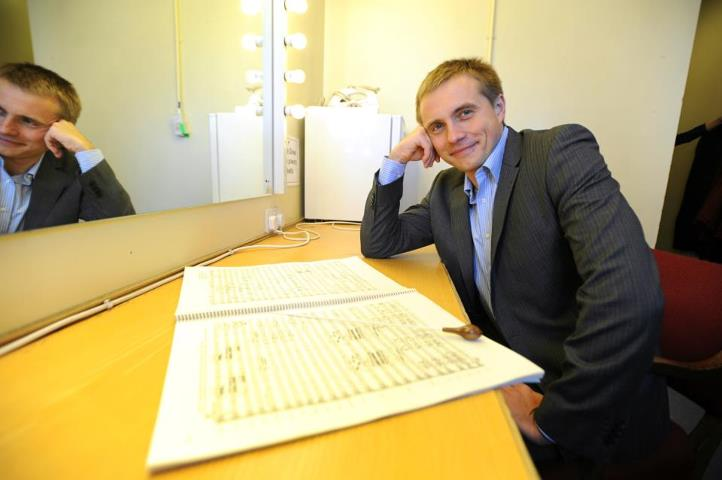
Wassili Petrenko 2013

Wassili Eduardowitsch Petrenko (russisch Василий Эдуардович Петренко; * 7. Juli 1976 in Leningrad, Sowjetunion) ist ein russischer Dirigent.

## Leben
Schon früh wurde die Begabung Wassili Petrenkos erkannt und gefördert. Im Alter von sieben Jahren wurde er zusammen mit 24 anderen Jungen aus 450 Bewerbern in die St. Petersburger Capella-Musikschule für Jungen, die älteste Musikschule Russlands, aufgenommen. Die sehr harte und anspruchsvolle Ausbildung dort absolvierte er erfolgreich und wechselte dann an das Sankt Petersburger Konservatorium, wo er bei Mariss Jansons, Juri Temirkanow  und Esa-Pekka Salonen lernte. Bereits mit 18 Jahren wurde er „Resident Conductor“ am damaligen Petersburger Mussorgski-Theater (jetzt Michailowski-Theater), einem der ältesten Opernhäuser Russlands. Seit 2012 ist er dem Opernhaus als erster Gastdirigent verbunden.
Im September 2006 wurde Petrenko zum Dirigenten des Royal Liverpool Philharmonic Orchestra ernannt, und im September 2009 wurde er deren Chefdirigent. Von 2013 bis 2020 war er Chefdirigent des Philharmonischen Orchesters Oslo.
Als Gastdirigent leitete er bereits große Orchester aus Europa, den USA, Australien, Neuseeland und Japan. Sein Debüt bei den BBC Proms hatte er 2008 mit dem Royal Liverpool Philharmonic, mit dem er auch 2010, 2012 und 2014 zu den Proms zurückkehrte. Zu seinem Opernrepertoire gehören die Opern Macbeth (Glyndebourne Festival Opera), Le Villi, I due Foscari und Boris Godunow (Oper München, Nederlandse Reisopera), Pique Dame (Hamburger Staatsoper), Eugen Onegin (Opéra Bastille) und Parsifal (Xacebeo Festival, Santiago de Compostela).
Mit dem Liverpool Philharmonic Orchestra nahm er Tschaikowskys Manfred-Sinfonie (2009 Classic FM/Gramophone Orchestral Recording of the Year) auf, mehrere Sinfonien Dmitri Schostakowitschs, die Uraufführung von Sir John Taveners Requiem, Rachmaninows Sinfonische Tänze, alle seine Klavierkonzerte mit Simon Trpčeski und die 3. Sinfonie, wofür er mit dem ECHO Klassik in der Kategorie „Newcomer des Jahres“ ausgezeichnet wurde. Ein weiteres Mal bekam er die Auszeichnung „Gramophone Awards Orchestral Recording of the Year“ für die Einspielung von Schostakowitschs 10. Sinfonie.
2012 dirigierte er das seit 2006 alljährlich stattfindende Konzert zum Nationalfeiertag in Wien.
Er ist Ehrendoktor der University of Liverpool.